# Kiosco Mundial
El Kiosco Mundial (conocido popularmente como el Mundial o también el Chiringuito) fue un popular quiosco de Palma (Islas Baleares, España) de notable valor artístico y arquitectónico. Estuvo situado en los actuales Jardines de Joan Alcover, en la Plaza de la Reina de la ciudad. Tuvo sus orígenes a principios del siglo XX, ampliado en 1914 y construido definitivamente en 1924. Fue derribado en 1949.

## Historia
A principios del siglo XX ya existía un quiosco de madera y pequeñas dimensiones en la Plaza de la Reina de Palma (entonces llamada de la Libertad) dedicado a la venta de refrescos, como muchos otros en cualquier parte de la ciudad. En 1905 obtuvo la concesión Bernat Cortés Fuster, pequeño empresario responsable de que el pequeño establecimiento fuese creciendo a lo largo de los años.
Hacia junio de 1914 Cortés levantó un nuevo quiosco, coincidiendo con la inauguración por parte del Ayuntamiento de Palma del nuevo ajardinamiento de la zona. Éste era más capaz e incorporaba terraza exterior; pero estéticamente todavía no tenía una apariencia singular ni valor arquitectónico significativo, ni el nombre con el que fue bautizado posteriormente.

### El Mundial

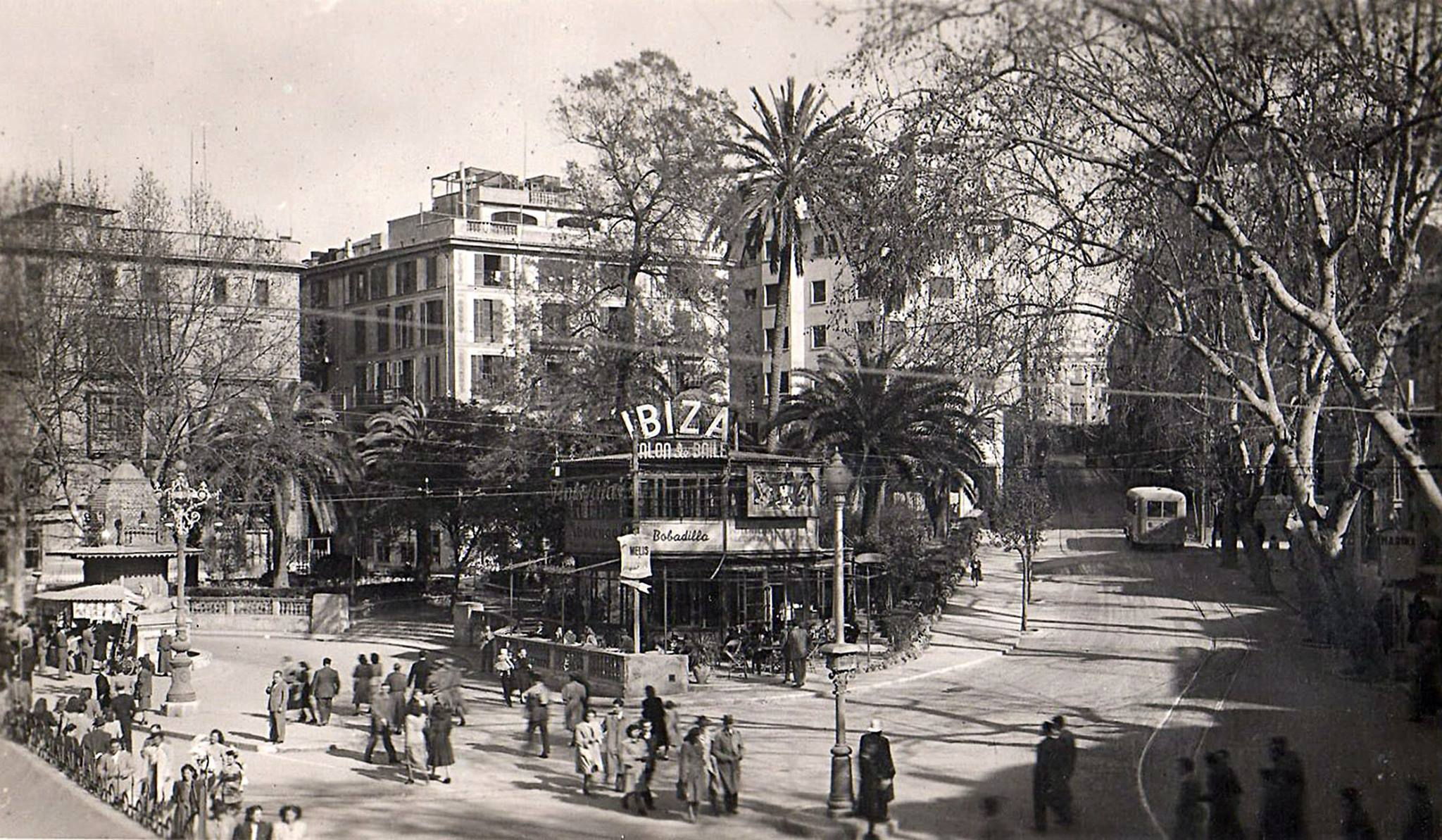
El Mundial hacia 1948

A principios de 1924 Bernat Cortés propuso al Ayuntamiento levantar un nuevo edificio. Estuvo terminado a mediados de año y fue un destacado exponente de la arquitectura del hierro: constaba de planta octogonal irregular (más bien cuadrada, con las escuadras recortadas) con planta y piso, estructura de hierro forjado, amplios ventanales y estética cercana al Modernismo, con una apariencia híbrida entre templete e invernadero. En la planta baja el edificio mantuvo la función de quiosco de refrescos y en la planta superior añadió una librería, con sala de lectura y venta de prensa extranjera. Fue entonces cuando el local fue bautizado con el nombre de Mundial.
Esta última construcción fue la definitiva y la que se convirtió en más popular, llegando a ser uno de los principales puntos de encuentro y de tertulias locales en la ciudad. Apareció en numerosas tarjetas postales de la época como uno de los elementos arquitectónicos más vistosos de la ciudad, dada su estratégica ubicación en pleno centro urbano y cercano a elementos clave de la ciudad como el Paseo del Borne, la Almudaina, el Círculo Mallorquín (actual Parlamento Balear) o los desaparecidos Teatro Lírico y Hotel Alhambra (actuales Jardines de s'Hort del Rei), además de encontrarse encarado hacia el Puerto, entonces principal punto de llegada a la ciudad.
Con el tiempo fueron colocados varios paneles publicitarios en su fachada, lo que perjudicó su valor artístico y visual, y el edificio fue degradándose. También su ubicación hizo que fuera visto como un estorbo para ampliar los Jardines de Joan Alcover. En 1933 Bernat Cortés dejó la concesión del local a otros, que sucesivamente no mejorarían la situación del edificio. La opinión pública fue crecientemente adversa y el quiosco fue derribado a mediados de 1949, una vez caducada la concesión municipal y con la excusa de ejecutar la reforma urbanística de la zona.